# Required Navigation Performance
Required Navigation Performance (RNP) ist in der Luftfahrt ein Konzept der Internationalen Zivilluftfahrtorganisation (ICAO), das die erforderliche Flugnavigationsleistung von Luftfahrzeugen für die RNAV-Flugführung zwecks Vereinheitlichung für bestimmte Lufträume und Flugverfahren definiert.
RNP ist als Aussage über die Genauigkeit der Navigationsleistung definiert, die notwendig für den Betrieb in einem bestimmten Luftraum ist. Sie wird durch die Entfernung zur beabsichtigten Position (Soll-Position) ausgedrückt, die Flugzeuge in mindestens 95 % der gesamten Flugzeit einhalten müssen. So bedeutet RNP 4, dass alle Luftfahrzeuge in mindestens 95 % der gesamten Flugzeit innerhalb von 4 NM von ihrer beabsichtigten Position verbleiben müssen. Bei RNP-AR steht der Zusatz für -Authorization Required.
Der wesentliche Unterschied zur „Area Navigation“ (RNAV) besteht darin, dass bei RNP die Genauigkeit der Positionsbestimmung laufend überwacht wird. Dies erfolgt durch das sogenannte „Receiver Autonomous Integrity Monitoring“ (RAIM). Dadurch erfolgt innerhalb von sechs Sekunden eine Benachrichtigung des GPS Nutzers, sollte die tatsächliche Genauigkeit der Positionsbestimmung unter den vom jeweiligen Verfahren (RNP 2, RNP 1 etc.) vorgeschriebenen Schwellenwert fallen. Im Normalfall würde dies bei RNAV erst nach drei Stunden erfolgen.